# 马利哈巴德
马利哈巴德（Malihabad），是印度北方邦Lucknow县的一个城镇。总人口15806（2001年）。

## 人口
该地2001年总人口15806人，其中男性8313人，女性7493人；0—6岁人口2460人，其中男1243人，女1217人；识字率52.32%，其中男性为58.80%，女性为45.14%。